# Hichkas
Soroush Lashkari (persa: سروش لشکری; nacido el 9 de mayo de 1985), conocido profesionalmente como Hichkas (persa: هیچ‌کس), es un rapero, cantante y compositor iraní . Acreditado con la popularización del hip hop persa entre el pueblo iraní y otros países de habla persa como Afganistán y Tayikistán, el éxito nacional y las aclamadas obras de Hichkas son ampliamente consideradas como las que rompieron las barreras que había establecido el régimen islámico para la aceptación de los raperos en musica Popular. Hichkas es considerado uno de los pioneros del hip hop iraní y sus fans lo apodan "Padre del rap persa". Se convirtió en una representación de la clase baja iraní y reflejó la angustia de los jóvenes iraníes. Ha sido influyente para muchos artistas de varios géneros y, a menudo, se lo cita como uno de los mejores raperos del hip hop iraní.
- Datos: Q3121083